# کازینوی ردراک
کازینوی ردراک (انگلیسی: Red Rock Casino, Resort & Spa) یک هتل و کازینو واقع در سامرلین ساوث، نوادا، در لاس وگاس ولی است. این مجموعه توسط استیشن کازینوس در زمینی به مساحت ۵۹٫۴۳ هکتار واقع در محله سامرلین ساخته و اداره می‌شود. این ملک، پرچمدار استیشن کازینوس است و دفتر مرکزی شرکت نیز در این ملک واقع شده است.
پروژه Red Rock Resort در ژوئیه ۲۰۰۲ اعلام شد و به نام منطقه حفاظت ملی Red Rock Canyon نامگذاری شد. این پروژه در ابتدا شامل یک برج هتل ۲۳ طبقه با ۳۰۰ فوت ارتفاع و ۱۰۰۰ اتاق، و همچنین ساختمان‌های تایم‌شیر بود که در فاز بعدی اضافه می‌شد. در اکتبر ۲۰۰۳، این پروژه با مخالفت افرادی مواجه شد که معتقد بودند این پروژه به کیفیت زندگی ساکنان سامرلین آسیب می‌رساند و مناظر Red Rock Canyon را نابود می‌کند. در نهایت در ژانویه ۲۰۰۴، سازش صورت گرفت و ارتفاع برج هتل به ۱۹۸ فوت کاهش یافت و جنبه تایم‌شیر کاملاً حذف شد.
کار ساخت و ساز در آوریل ۲۰۰۴ آغاز شد و این مجموعه در مارس ۲۰۰۵ به پایان رسید و در ۱۸ آوریل ۲۰۰۶ به عنوان دومین کازینو در سامرلین افتتاح شد. Red Rock Resort گران‌ترین ملک استیشن کازینوس بود که با هزینه ۹۲۵ میلیون دلار ساخته شد، از جمله یک گسترش هتل که در سال ۲۰۰۷ افتتاح شد. همچنین در سال ۲۰۰۶، یک گسترش جداگانه ۶۵ میلیون دلاری انجام شد که شامل یک بولینگ ۳۱ میلیون دلاری، گران‌ترین در جهان بود. در سال ۲۰۱۴، یک گسترش شش‌ماهه به ارزش ۳۵ میلیون دلار اعلام شد که شامل اضافه شدن چندین رستوران جدید بود. این مجموعه شامل یک کازینو ۱۱۸٬۳۰۹ فوت مربعی، یک هتل ۷۹۶ اتاقه، یک منطقه استخر ۳ هکتاری، یک آبگرم، ۹۴٬۰۰۰ فوت مربع فضای جلسه و یک سینمای ۱۶ پرده‌ای است. برج هتل دومین ساختمان بلند در سامرلین پس از One Queensridge Place است.

## تاریخچه
در ژوئیه ۲۰۰۲، استیشن کازینوس و هوارد هیوز کورپوریشن قراردادی منعقد کردند که به استیشن کازینوس اجازه خرید زمینی به مساحت ۷۳ هکتار (بعداً ۶۷٫۶ هکتار) در سامرلین، نوادا، در گوشه جنوب شرقی بزرگراه لاس وگاس و بلوار وست چارلستون را داد. در همان ماه، Station Casinos برنامه‌هایی برای ساخت یک هتل-کازینو بدون نام در این ملک اعلام کرد. این شرکت تا اکتبر ۲۰۰۲ فرصت داشت تا این ملک را به قیمت کل ۶۵ میلیون دلار خریداری کند.
Station Casinos انتظار داشت خرید زمین را تا ژوئن ۲۰۰۳ تکمیل کند و ساخت و ساز اواخر همان سال یا اوایل سال ۲۰۰۴ آغاز شود. انتظار می‌رفت ساخت و ساز حدود ۱۵ ماه طول بکشد و هزینه آن بیش از ۳۰۰ میلیون دلار باشد. این بزرگ‌ترین و گران‌ترین مجموعه Station Casinos بود و با کازینوهای Suncoast و Rampart در نزدیکی رقابت می‌کرد. این سایت به دلیل قرار گرفتن در روستای برنامه‌ریزی‌شده Summerlin Centre، نسبت به سایر مکان‌هایی که Station Casinos در امتداد بزرگراه در غرب دره لاس وگاس مالکیت داشت، انتخاب شد. Station Casinos به‌طور آزمایشی به این پروژه Charleston Station اشاره کرد. تا آوریل ۲۰۰۳، این پروژه به "Red Rock Station" تغییر نام یافت، به نام منطقه حفاظت ملی Red Rock Canyon، که تقریباً سه مایل دورتر واقع شده است. مانند اقامتگاه اخیر Green Valley Ranch, Station Casinos قصد داشت Red Rock Station را برای جذب گردشگران سطح بالا و ساکنان محلی به عنوان مشتریان اصلی خود هدف قرار دهد.